# Scambio File Bluetooth
Scambio File Bluetooth è un'utility sviluppata dalla Apple Inc. e inclusa con il sistema operativo macOS. Essa permette di trasferire file a e da un altro dispositivo Bluetooth.
Per esempio, si possono scambiare documenti con un cellulare o con un PDA.

## Funzionalità
Scambio Documenti Bluetooth può:
- Ricevere file;
- Inviare file;
- Navigare tra i file di un dispositivo;
- Navigare in una cartella facendoci doppio clic;